# NGC 195
NGC 195 é uma galáxia espiral barrada (SBa) localizada na direcção da constelação de Cetus. Possui uma declinação de -09° 11' 39" e uma ascensão recta de 0 horas, 39 minutos e 35,7 segundos.
A galáxia NGC 195 foi descoberta em 1877 por Ernst Wilhelm Leberecht Tempel.